# 土沙雀麦
土沙雀麦（学名：Bromus tyttholepis）为禾本科雀麦属下的一个种。

## 扩展阅读
- 維基物種上的相關：土沙雀麦